# تیم ملی فوتبال زیر ۲۰ سال چین
تیم ملی فوتبال زیر ۲۰ سال چین (انگلیسی: China national under-20 football team) نمایندهٔ کشور چین در جام جهانی فوتبال زیر ۲۰ سال و مسابقات فوتبال زیر ۱۹ سال آسیا است. ادارهٔ این تیم بر عهدهٔ فدراسیون فوتبال چین است.